# Lola B03/00
La Lola B03/00 è una vettura da competizione realizzata dalla Lola nel 2003.

## Sviluppo
La vettura venne sviluppata per poter partecipare al campionato statunitense Champ Car World Series. Venne costruita tra il 2003 e il 2006.

## Tecnica
Come propulsore veniva impiegato un V8 Ford–Cosworth XFE Turbo 2.6 e le gomme venivano fornite dalla Bridgestone.

## Attività sportiva
La vettura fu l'unica schierata nel campionato tra il 2003 e il 2006 a causa del ritiro della Reynard che era passata nel campionato Indy Racing League. Su questa vettura il pilota canadese Paul Tracy si laureò campione nel 2003 e il francese Sébastien Bourdais si confermò vincitore di tre edizioni di fila, tra il 2004 e il 2006. Nel 2007 fu sostituita dalla Panoz DP01.